# 25 Stunden
25 Stunden (Originaltitel: 25th Hour) ist ein US-amerikanischer Spielfilm von Spike Lee aus dem Jahr 2002, der auf dem gleichnamigen Buch von David Benioff basiert. Der Film wurde mit einem geschätzten Budget von fünf Millionen US-Dollar gedreht.

## Handlung
Monty Brogan ist als Drogenhändler zu einer Haftstrafe von sieben Jahren verurteilt worden. Zu Beginn des Films steht er in der Situation, in 25 Stunden die Haftstrafe antreten zu müssen. Im Laufe des Tages nimmt er Abschied von seinem Vater, seiner Freundin Naturelle, seinen Freunden und seinem Auftraggeber. Der Film arbeitet die verschiedenen Geschichten in Episoden ab und benutzt zum Teil Rückblenden.
Alle haben sie eigene Probleme mit sich und der Situation. Sein Vater appelliert an seinen Sohn, sich der Gefängnisstrafe zu entziehen, seine Freundin hat ihn vielleicht an die Polizei verraten, sein Auftraggeber, den Monty nicht verraten hat, bietet ihm an, den Vater zu unterstützen, Monty möchte sich allerdings der Szene entziehen.
Es stellt sich außerdem heraus, dass nicht seine Freundin, sondern sein Freund und Partner bei den Drogendeals ihn verraten hat. Diesen tötet er nicht, wie es sein Auftraggeber von ihm fordert, sondern überlässt ihn diesem.
Seine beiden ältesten Freunde, der Lehrer Jacob, der in seine Schülerin Mary verliebt ist, und der zynische Broker Frank, haben eigene Probleme in ihrem Leben. Einzig ihre Freundschaft gibt ihnen noch Halt. Beide bittet Monty um einen letzten Gefallen.
Jacob soll Montys Hund, den dieser in der ersten Szene des Films rettet, für die Zeit aufnehmen, die Monty in Haft geht. Frank hingegen bittet er am Morgen des Haftantritts, ihn zusammenzuschlagen, sodass sein Gesicht entstellt ist und er so weniger attraktiv für Übergriffe anderer Häftlinge wird.
Monty, dessen Gesicht nun schwer verletzt ist, geht zurück nach Hause zu seiner Freundin, wo er kurz darauf von seinem Vater abgeholt wird, um zum Gefängnis zu fahren.
Dieser erwägt die Möglichkeit, nach Westen zu fliehen. In einer Art Vision wird gezeigt, wie Montys Leben nach der Flucht verlaufen könnte: Er bricht jeden Kontakt in die Heimat ab, baut sich in einer kleinen Stadt in der Wüste ein neues Leben auf, und einige Jahre später besucht seine Freundin Naturelle ihn, und die beiden gründen in Montys neuem Leben eine Familie mit Kindern, denen er seine Lebensgeschichte in der vorletzten Szene erzählt.
Die letzte Szene zeigt wie Monty und sein Vater an der Ausfahrt nach Westen vorbeifahren und somit doch auf dem Weg zum Gefängnis sind.

## Rolle New Yorks kurz nach dem 11. September
Eine weitere Hauptrolle in der Charakterstudie spielt die Stadt New York direkt nach den Anschlägen auf die Türme des World Trade Centers. Der Film beginnt mit einer Sicht auf das Lichtdenkmal Tribute in Light am Ground Zero des World Trade Centers. Franks Zimmer zeigt direkt auf die klaffende Wunde. Höhepunkt des Filmes ist eine Szene mit Monty (Edward Norton), der vor einem Spiegel steht und eine Hassrede auf die Stadt und ihre Einwohner hält, die jedoch genauso gut als Liebeserklärung verstanden werden kann.

## Rezeption
„Ein von hervorragenden Darstellern getragenes intensives Drama, das seine subjektiven Perspektiven durch den ständigen Blick auf New York nach dem 11. September 2001 nach außen projiziert. Da hält der Film die Hoffnung aufrecht, ohne mit einer allzu simplen Botschaft zu hausieren.“

„Mit super Cast, einem feinen Skript und grandioser Musik entwirft Black Cinema-Exzentriker Spike Lee ein ergreifendes, für die Zukunft hoffnungsvolles Bild einer gebrochenen Existenz. Auf teils subtile, teils etwas zu plakative Weise verbindet er zudem das Schicksal seiner drei Hauptfiguren mit dem einer Stadt. Dank Benioffs feiner Vorlage ein sehenswertes Drama nicht zuletzt über Freundschaft und Moral.“

2016 landete 25 Stunden bei einer Umfrage der BBC auf Platz 26 der 100 bedeutendsten Filme des 21. Jahrhunderts. Im Jahr zuvor hatte Lees Regiearbeit in der BBC-Wahl der 100 bedeutendsten amerikanischen Filme Platz 94 belegt.
Die Deutsche Film- und Medienbewertung FBW in Wiesbaden verlieh dem Film das Prädikat besonders wertvoll.